# Приборська сільська рада
Приборська сільрада (біл. Прыбарскі сельсавет) — адміністративна одиниця на території Гомельського району Гомельської області Білорусі.

## Склад
Приборська сільська рада охоплює 6 населених пунктів:
- Усход — селище;
- Нова Буда — село;
- Піонер — селище;
- Прибор — село;
- Рандовка — село;
- Щербовка — село.

## Населення
Населення Приборської сільради налічує 1968 жителів за переписом 2009 року.